# Planeta dos Macacos: A Origem
Rise of the Planet of the Apes (no Brasil, em Portugal e nos PALOP, Planeta dos Macacos: A Origem) é um filme norte-americano de ação e ficção científica de 2011, dirigido por Rupert Wyatt e distribuído pela 20th Century Studios. Baseado no obra La planète des singes, essa é a décima produção sobre o livro de Pierre Boulle. Rise of the Planet of the Apes é um reboot da série de filmes Planet of the Apes, funcionando como a origem de toda a história, reiniciando a franquia. Seu enredo é similar ao quarto filme da série original, Conquest of the Planet of the Apes, de 1972, mas não sendo uma refilmagem direta, na medida em que não se encaixa na continuidade da primeira franquia.
O longa foi lançado em 5 de agosto de 2012, nos Estados Unidos, tornando-se um sucesso comercial e de crítica. Rise of the Planet of the Apes foi indicado ao Oscar de  Melhores Efeitos Visuais, concorrendo com Harry Potter and the Deathly Hallows – Part 2, Real Steel e Transformers: Dark of the Moon, perdendo para Hugo. Foi indicado também a cinco Saturn Awards, incluindo Melhor Diretor (Rupert Wyatt) e Melhor Roteiro (Amanda Silver e Rick Jaffa), vencendo a categoria de Melhor Filme de Ficção Científica, Melhor Ator Coadjuvante (Andy Serkis) e Melhores Efeitos Especiais. O desempenho de Serkis, como César, foi muito elogiado, o que lhe rendeu muitas indicações de várias associações que não costumam reconhecer a performance de personagens por captura de movimento como atores tradicionais.
A sequência do filme, Dawn of the Planet of the Apes, foi lançada em julho de 2014.

## Trilha sonora
A música do filme foi composta por Patrick Doyle e tocada pela Hollywood Studio Symphony. Música tema principal: "Caesar’s home".

## Elenco
- James Franco...  Will Rodman (Humano)
- Andy Serkis...  César (Chimpanzé)
- Karin Konoval...  Maurice (Orangotango)
- Terry Notary...  Rocket (Chimpanzé)
- Devyn Dalton...  Cornelia (Chimpanzé)
- Christopher Gordon... Koba (Bonobo)
- Richard Ridings... Buck (Gorila)
- Terry Notary...  Bright Eyes (Chimpanzé)
- Jay Caputo... Alpha (Chimpanzé)
- John Lithgow... Charles Rodman (Humano)
- Freida Pinto... Caroline Aranha (Humana)
- Tom Felton...  Dodge Landon (Humano)
- David Oyelowo...  Steven Jacobs (Humano)
- Brian Cox...  John Landon (Humano)
- Tyler Labine...  Robert Franklin (Humano)
- David Hewlett...  Hunsiker (Humano)
- Jamie Harris... Rodney (Humano)

James Franco foi convidado para o papel após as conversas com Tobey Maguire darem errado.

## Recepção
O Metacritic, que usa uma média ponderada, atribuiu ao filme uma pontuação de 68 em 100, baseado em 39 críticos, indicando críticas "geralmente favoráveis".

## Sequência
A 20th Century Studios lançou a sequência, Dawn of the Planet of the Apes, em 2014.